# Lovčić
Lovčić falu Horvátországban, Bród-Szávamente megyében. Közigazgatásilag Sztupnokhoz tartozik.

## Fekvése
Bródtól légvonalban 17, közúton 24 km-re nyugatra, Pozsegától   légvonalban 17, közúton 25 km-re délkeletre, községközpontjától 5 km-re északra, Szlavónia középső részén, a Dilj-hegység déli lejtőin fekszik.

## Története
Ősi település, mely már a középkorban is létezett. Középkori neve nem ismert, ezért írásos dokumentum ebből az időből nincs róla, de létezésének kétségtelen bizonyítékai kútásás és pinceásás közben talált középkori leletei és a román stílusú Szent Márton kápolna. A környék településeivel együtt 1536-ban szállta meg a török. Török kori népességéről tanúskodik a korabeli leletek mellett a falu feletti „Tursko groblje” nevű magaslat. 1691-ben szabadult fel a török uralom alól. 1734-ben az egyházi vizitáció a kápolnát rossz állapotúnak mondja, melynek nincs oltára és falai, valamint teteje javításra szorul. A 18. század közepén az Újgradiska-Bród főút megépülte után lakosságának nagy része az út mellé települt. Az 1780-as katonai leírás az erdőkkel körülvett települést Bučjéhez tartozónak mondja. A 18. század végén a megmaradt lakosság nagy részét egy pestisjárvány kipusztította. A halottakat a temetőbe tömegsírba temették. A temetőnek ezt a részét mai is Kugin grobnak hívják.
Az első katonai felmérés térképén „Lovchichi” néven található. Lipszky János 1808-ban Budán kiadott repertóriumában „Lovszka” néven szerepel. Nagy Lajos 1829-ben kiadott művében „Lovcsich vel. Lovszka” néven 44 házzal, 229 katolikus vallású lakossal találjuk. A katonai közigazgatás megszüntetése után 1871-ben Pozsega vármegyéhez csatolták.
A településnek 1857-ben 260, 1910-ben 342 lakosa volt. Az 1910-es népszámlálás szerint lakossága horvát anyanyelvű volt. Pozsega vármegye Bródi járásának része volt. Az első világháború után 1918-ban az új szerb-horvát-szlovén állam, majd később (1929-ben) Jugoszlávia része lett. A település 1991-től a független Horvátországhoz tartozik. 1991-ben teljes lakossága horvát nemzetiségű volt. 2011-ben 63 lakosa volt.

## Lakossága
| Lakosság változása | Lakosság változása | Lakosság változása | Lakosság változása | Lakosság változása | Lakosság változása | Lakosság változása | Lakosság változása | Lakosság változása | Lakosság változása | Lakosság változása | Lakosság változása | Lakosság változása | Lakosság változása | Lakosság változása | Lakosság változása |
| ------------------ | ------------------ | ------------------ | ------------------ | ------------------ | ------------------ | ------------------ | ------------------ | ------------------ | ------------------ | ------------------ | ------------------ | ------------------ | ------------------ | ------------------ | ------------------ |
| 1857               | 1869               | 1880               | 1890               | 1900               | 1910               | 1921               | 1931               | 1948               | 1953               | 1961               | 1971               | 1981               | 1991               | 2001               | 2011               |
| 260                | 257                | 270                | 316                | 312                | 342                | 307                | 332                | 318                | 320                | 310                | 241                | 180                | 118                | 126                | 63                 |

## Gazdaság
A lakosság hagyományosan földműveléssel, állattartással, kertészettel és főként szőlőtermesztéssel foglalkozik.

## Nevezetességei
Szent Márton tiszteletére szentelt római katolikus kápolnája 1167-ben épült, 1756-ban megújították. Az épület egyhajós félköríves szentéllyel, körülötte temető található. A régészeti feltárás és az építészeti stílus elemzése alapján a 13. század első felében épült egy régebbi, román stílusú templom alapfalaira. Belülről koragótikus falfestmények borították. A 18. századi barokk átépítés során a román építészeti elemek a nyugati falon, a kapuzaton és a szentélyen maradtak fenn. A kápolnában 1995 nyarán a falakon öt glagolita feliratot találtak. Régészeti feltárása 1998 és 2001 között történt Josip Lozuknak a bródi városi múzeum régészének vezetésével.

## Oktatás
A település első iskoláját 1830 körül alapították.